# Barbare Dzjordzjadze
Barbare Eristavi-Dzjordzjadze (georgiska: ბარბარე ერისთავი-ჯორჯაძე), född 1833, död 1895, var en georgisk författare, dramatiker och feminist.
År 1893 publicerade Barbare Dzjordzjadze ett upprop till förmån för kvinnors rättigheter, utbildning och frihet i tidningen Kvali, vilket betraktas som den georgiska kvinnorörelsens manifest.